# Seč (ort i Tjeckien, Pardubice, Okres Chrudim)
Seč är en stad i Tjeckien.   Den ligger i distriktet Okres Chrudim och regionen Pardubice, i den centrala delen av landet, 90 km öster om huvudstaden Prag. Seč ligger 535 meter över havet och antalet invånare är 1 686.
Terrängen runt Seč är kuperad norrut, men söderut är den platt. Runt Seč är det ganska glesbefolkat, med 45 invånare per kvadratkilometer. Närmaste större samhälle är Chotěboř, 14,0 km söder om Seč. I omgivningarna runt Seč växer i huvudsak blandskog.